# Hucho

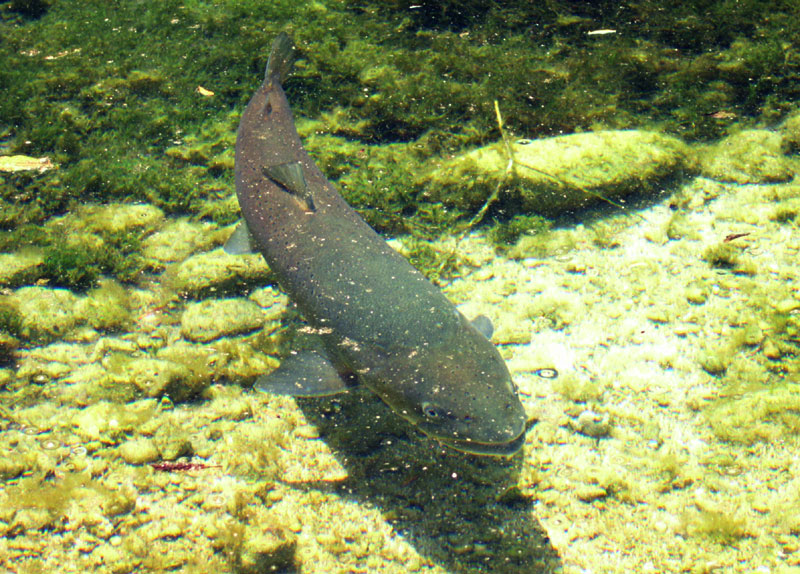
Salmó del Danubi (Hucho hucho)

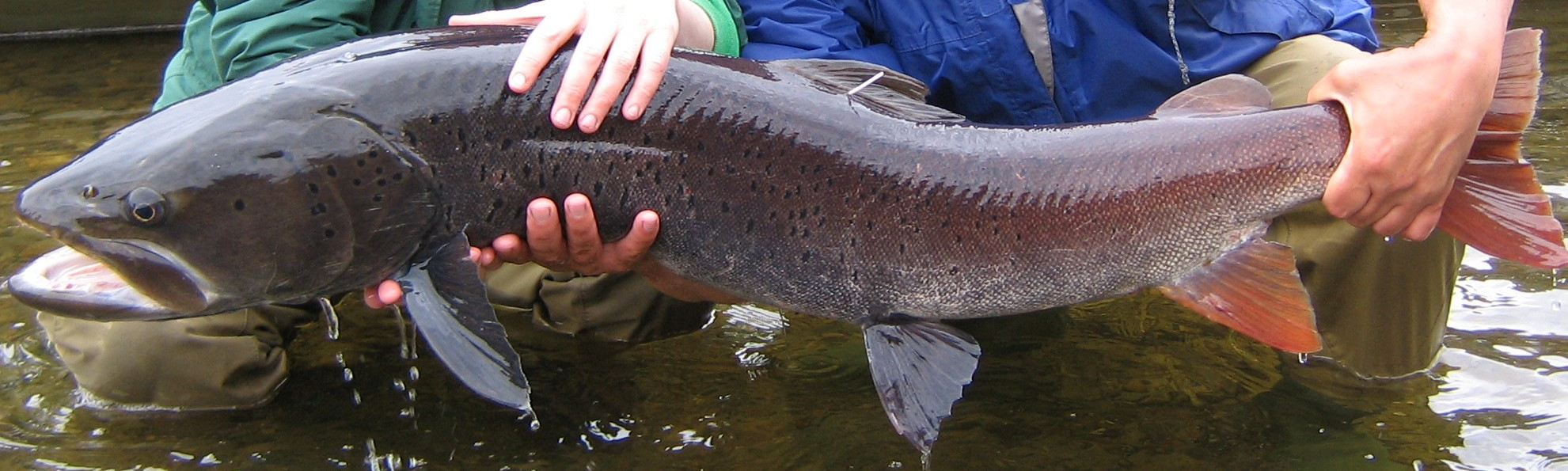
Exemplar de Hucho taimen capturat al nord-oest de Mongòlia.

Hucho és un gènere de peixos actinopterigis de la família dels salmònids i de l'ordre dels salmoniformes.

## Taxonomia
- Hucho bleekeri (Kimura, 1934)[2]
- Salmó del Danubi (Hucho hucho) (Linnaeus, 1758)[3][4]
- Hucho ishikawae (Mori, 1928)[5]
- Hucho perryi (Brevoort, 1856)
- Hucho taimen (Pallas, 1773)[6][7][8][9][10][11][12][13]